# Genesis Revisited II
Albums de Steve Hackett
Squackett
(2012)
Genesis Revisited II est un album de reprises de Steve Hackett, sorti le 22 octobre 2012 sur le label Inside Out Music. Il s'agit de la suite de l'album Watcher of the Skies: Genesis Revisited sorti en 1996 et est constitué de reprises de chansons de Genesis avec plusieurs musiciens et chanteurs invités tels que Nik Kershaw ,Roine Stolt des Flower Kings, Steve Rothery de Marillion, John Wetton de Asia, Nick Magnus ancien claviériste de Steve Hackett ainsi que Simon Collins, le fils de Phil. Les musiciens actuels de Steve sont aussi de la partie, comme Roger King aux claviers, Amanda Lehmann aux chœurs et au chant, etc.    
L'album inclut aussi des pièces solos de Hackett, comme Shadow of the hierophant composée par Steve Hackett et Michael Rutherford, ainsi que A tower struck down, toutes deux issues de son premier album solo alors qu'il était encore membre de Genesis, auquel avaient d'ailleurs participé Rutherford et Phil Collins. Please don't touch aussi que Steve avait présenté aux musiciens de Genesis, mais qui avait été refusée, ce qui avait motivé Steve à quitter le groupe pour entamer sa carrière solo.

## Titres

### Disque 1
1. The Chamber of 32 Doors (6:00)
2. Horizons (1:41)
3. Supper's Ready (23:35)
4. The Lamia (7:47)
5. Dancing with the Moonlit Knight (8:10) (L'ouverture inclut quelques mesures de la pièce Greensleeves)
6. Fly On A Windshield (2:54)
7. Broadway Melody of 1974 (2:23)
8. The Musical Box (10:57)
9. Can-Utility And The Coastliners (5:50)
10. Please Don't Touch (4:03)

- Durée totale: 73:20

### Disque 2
1. Blood On The Rooftops (6:56)
2. The Return Of The Giant Hogweed (8:46)
3. Entangled (6:35)
4. Eleventh Earl Of Mar (7:51)
5. Ripples (8:14)
6. Unquiet Slumbers for the Sleepers (2:12)
7. In That Quiet Earth (4:47)
8. Afterglow (4:09)
9. A Tower Struck Down (4:45)
10. Camino Royale (6:19)
11. Shadow Of The Hierophant (10:45)

- Durée totale: 71:28

## Musiciens
- Steve Hackett – guitares 1 à 10, chant sur 3 disque 1 - guitare sur 1 à 11, chant sur 10 disque 2
- Steve Rothery – guitare sur 4 disque 1
- Amanda Lehmann – guitare, chant, chœurs disque 2 sur 3, 5, 8, 11)
- Roine Stolt – guitare sur 2 disque 2
- Lee Pomeroy – basse sur 3, 4, 5, 6, 7, 8, 10 disque 1 -  sur 2 disque 2
- Nick Beggs – basse sur 9 disque 1 - sur 4, 7, 11 disque 2
- Phil Mulford – basse sur 1, 5, 8 disque 2
- Dick Driver – contrebasse 1, 10 disque 1 - sur 1, 9 disque 2
- Christine Townsend – violon, alto sur 1, 9 disque 1 - sur 1, 9 disque 2
- Rachel Ford – violoncelle sur 1 disque 1 -  sur 1, 9 disque 2
- Nad Sylvan – chant sur 1, 8 disque 1- sur 4 disque 2
- Mikael Akerfeldt – chant sur 3 disque 1 - "Lover's Leap" & IV: "How Dare I Be So Beautiful?"
- Simon Collins  –  chant et claviers sur 3 disque 1 - II: "The Guaranteed Eternal Sanctuary Man" & VI: "Apocalypse in 9/8"
- Conrad Keely – chant  sur 3 disque 1 - III: "Ikhnaton and Itsacon and Their Band of Merry Men"
- Francis Dunnery – chant sur 3 - VII: "As Sure As Eggs Is Eggs (Aching Men's Feet)", 5 disque 1
- Nik Kershaw – chant sur 4 disque 1
- Steven Wilson – chant sur 9 disque 1, guitare sur 1 disque 2
- Neal Morse – chant sur 2 disque 2
- Jakko Jakszyk –  chant sur 3 disque 2
- John Wetton – chant sur 8 disque 2
- Djabe - (Attila Égerházi ; guitare, Zoltán Kovács ; claviers, Tamás Barabás ; basse, Ferenc Kovács ; trompette, basse,  Szilard Banai ; tambours) sur 10 disque 2
- John Hackett – flûte sur 1, 4, 5, 10 disque 1 - sur 2, 9 disque 2
- Rob Townsend – saxophone soprano, whistle sur 5 disque 1 saxophone soprano sur 8 disque 2, whistle sur 9 disque 2
- Dave Kerzner – claviers additionnels sur 3 disque 1
- Roger King – claviers 1, 3 à 10 disque 1 -  sur 1 à 11 disque 2
- Nick Magnus – claviers, atmosphères sur 10 disque 2
- Gary O'Toole – batterie sur 1, 4, 6,7,8,9,10 disque 1, chant sur 6, 7 disque 1 - batterie sur 1, 2, 4, 5, 6, 7, 8, 10, 11 disque 2, chant 1 disque 2
- Jeremy Stacey – batterie sur 3, 5 disque 1

## Production
Steve Hackett et Roger King 
Enregistré, mixé et masterisé par Roger King aux Studios Map